# Carlos Aboim Inglez
Carlos Hahnemann Saavedra Aboim Inglez (ur. 5 stycznia 1930 w Lizbonie, zm. 13 lutego 2002 tamże) – portugalski działacz komunistyczny, polityk i publicysta, parlamentarzysta krajowy, od 1987 do 1989 poseł do Parlamentu Europejskiego II kadencji.

## Życiorys
Syn działaczy opozycyjnych: Marii Isabel Aboim Inglês (1902–1963), psycholog i nauczycielki akademickiej, oraz Carlosa Aboim Inglêa, inżyniera chemika (zm. 1941). Studiował historię i filozofię na Uniwersytecie Lizbońskim. Już w wieku 16 lat wstąpił do Portugalskiej Partii Komunistycznej. Od 1953 był jej pracownikiem – zasiadał m.in. w komitecie centralnym i komisji kontrolnej PCP, a także odpowiadał za relacje międzynarodowe. W okresie Estado Novo przez około 10 lat przebywał w więzieniu, które ostatecznie opuścił w 1967. Współpracował z komunistycznym czasopismem „Avante!”, w którym m.in. publikował komentarze dotyczące poezji i eseje poruszające takie kwestie jak globalizacja, imperializm czy filozofia. Publikował także własne wiersze i książki.
W latach 1976–1983 zasiadał w Zgromadzeniu Republiki I i II kadencji, reprezentując okręg Lizbona. W 1987 wybrany posłem do Parlamentu Europejskiego. Przystąpił do Grupy Sojuszu Komunistycznego, należał do Komisji ds. Gospodarczych i Walutowych oraz Polityki Przemysłowej oraz Komisji ds. Polityki Regionalnej i Planowania Regionalnego.
W 2005 jego imieniem nazwano jedną z ulic Lizbony.